# François-Marie-Honoré Le Nôtre
François-Marie-Honoré Le Nôtre, francoski general, * 1886, † 1948.